# Bresh (fiesta)
La Fiesta Bresh (estilizado y abreviado en mayúscula como BRESH) es un festival de música internacional oriundo de Argentina.  La fiesta se fundó en el año 2016 y el primer evento se dio a cabo en la Ciudad de Buenos Aires en junio ese año.

## Historia
El 24 de junio de 2016, se produjo en Beatflow (Palermo) la primera fiesta, allí DJs tocaron sets con localidades agotadas Este evento dio inicio al movimiento colectivo que se transformaría en la Bresh.
En 2019, la fiesta hizo su primer gira provincial, logrando presentaciones en San Juan, Córdoba, Mendoza y otras provincias de Argentina. En 2020, bajo la Pandemia de COVID-19, la fiesta brindó presentaciones en directo vía Instagram ante más de 300 mil personas, logrando un reconocimiento internacional que impulsaría en el futuro al evento.
En 2021, Bresh debutó en Estados Unidos, dándose lugar en S.O.B.’s, Nueva York con localidades agotadas, a la fiesta asistieron personalidades como Rosalía, Thomas Doherty, Ross Butler, Dascha Polanco, entre otros.
En enero de 2022, Bresh llegó a Europa, precisamente a España, haciendo dos eventos en Madrid y Barcelona, agotando las localidades. En marzo, la presentación estelar se dio en Tokio, ante más de 1500 personas. En ese año también se presentaron en Oviedo, ante más de 65 mil personas cerrando el festival local. En ese año, también se presentaron por primera vez en los Premios Billboard de la Música Latina, allí se tocaron temas como el código de vestimenta y la gran convocatoria que la fiesta tenía. También, junto a su popularidad se incrementó el uso estético de glitter, que fue tendencia en Argentina, y a su vez lemas de la fiesta como "Hitazo tras hitazo".
En marzo de 2023, la Selección de fútbol de Argentina, ganadora de la Copa Mundial de Fútbol 2022, organizó un festejo intimo junto a Bresh, en este se presentaron artistas como La K'onga, Wos y La T y la M. En julio de ese mismo año Bresh volvió a presentarse en Ibiza y contó con las presencias de Ángel Di María, Lisandro Martínez, Guido Rodríguez y Germán Pezzella, quienes fueron ovacionados ante toda la fiesta. A mediados de ese mes, fueron host en la fiesta de bienvenida de Lionel Messi al Inter de Miami en el Chase Stadium.
En 2024, Bresh fue protagonista del afterparty de los Premios Grammy Latinos. En ese año a los festivales realizados en Miami y Madrid asistieron al show de María Becerra celebridades como Duki, María Becerra, Rauw Alejandro, Quevedo, Peso Pluma, Anitta y otros.  En agosto de ese año, Bresh se hizo presente en Tomorrowland. También la cadena de eventos se alió con una firma estadounidense que llevaría a internacionalizar el festival y dando presentación en lugares como Washington D. C., Boston, Houston, Los Ángeles, entre otras localidades En octubre, se realizó la fiesta en el Estadio Polideportivo Islas Malvinas, que fue anunciado junto a un oso en la Rambla Casino. A finales de ese año, Bresh fue sponsor y presentador de la final de la Copa Argentina 2024, entre Velez Sarsfield y Central Cordoba de Santiago del Estero.
En 2025, el epicentro del festival fue en Mar del Plata, donde la marca inauguró el verano, como invitado se presentó Bizarrap ante más de 15 mil personas.  Al evento asistieron celebridades como Mauro Icardi, China Suárez, Rusherking, C.R.O, entre otros. También, en Ibiza se llevará a cabo el evento todos los fines de semana, partiendo desde todos los sábados de junio hasta septiembre en la discoteca Amnesia Ibiza.

## Galería de imágenes
|                        |
| BRESH en Mar del Plata |

|                        |
| BRESH en IFEMA, Madrid |

|                    |
| BRESH en M2, Miami |

|                     |
| BRESH en Nueva York |

|                        |
| BRESH en Amnesia Ibiza |

|                                  |
| BRESH en Electric Daisy Carnival |